# Madonne-et-Lamerey
Madonne-et-Lamerey est une commune française située dans le département des Vosges, en région Grand Est.
Ses habitants sont appelés les Lamadoniens.

## Géographie

### Localisation

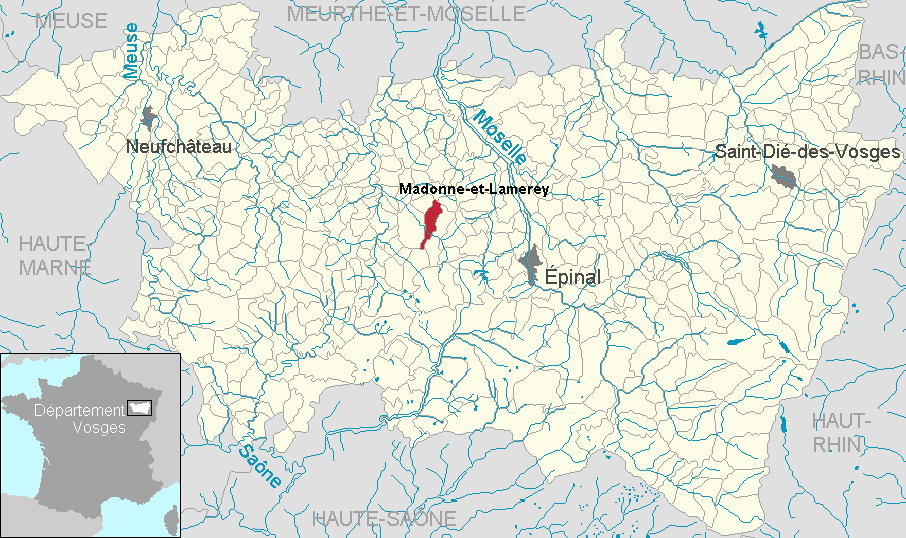
Localisation dans le département.

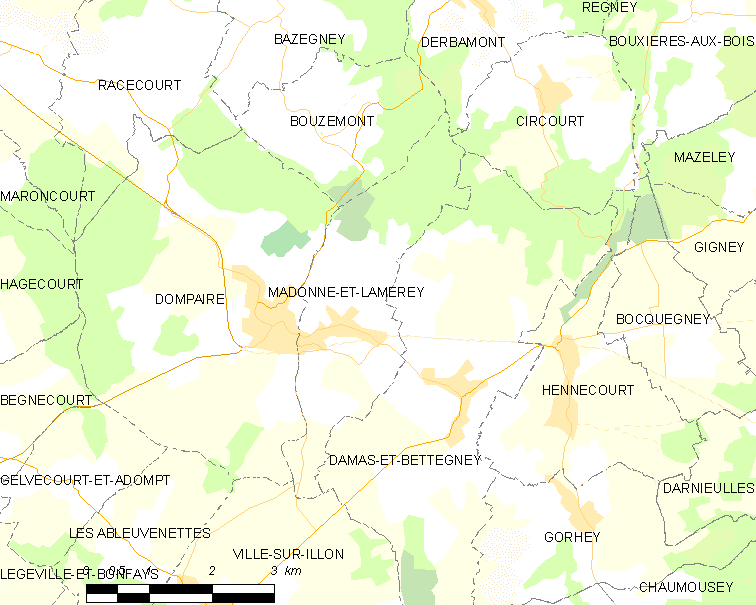
Situation géographique de Madonne-et-Lamerey.

La commune est traversée par la Gitte, affluent du Madon. Elle est formée de hameaux jouxtant Dompaire à l'est.

### Géologie et relief
La commune se compose de 45,68 hectares de territoires artificialisés (6,49 %) et 448,51 hectares de territoires agricoles (63,71 %) et de  (210,00 %) de forêts et milieux semi-naturels  (29,83 %).
Espaces naturels :
- Deux zones naturelles d'intérêt écologique, faunistique et floristique (Znieff) :

Gîtes à chiroptères de Bazegney, Bouzemont et Madonne-et-Lamerey.
Vergers de Mirecourt.
| Bouzemont | Derbamont          | Circourt           |
| Dompaire  | Madonne-et-Lamerey | Damas-et-Bettegney |
|           | Ville-sur-Illon    |                    |

### Hydrographie et les eaux souterraines
Hydrogéologie et climatologie : Système d’information pour la gestion des eaux souterraines du bassin Rhin-Meuse :
Territoire communal : Occupation du sol (Corinne Land Cover); Cours d'eau (BD Carthage),
Géologie : Carte géologique; Coupes géologiques et techniques,
 Hydrogéologie : Masses d'eau souterraine; BD Lisa; Cartes piézométriques.

#### Réseau hydrographique
La commune est située dans le bassin versant du Rhin au sein du bassin Rhin-Meuse. Elle est drainée par la ruisseau la Gitte et le ruisseau de Fays,.
La Gitte, d'une longueur totale de 22,2 km, prend sa source dans la commune de Harol et se jette dans le Madon à Velotte-et-Tatignécourt, après avoir traversé neuf communes.

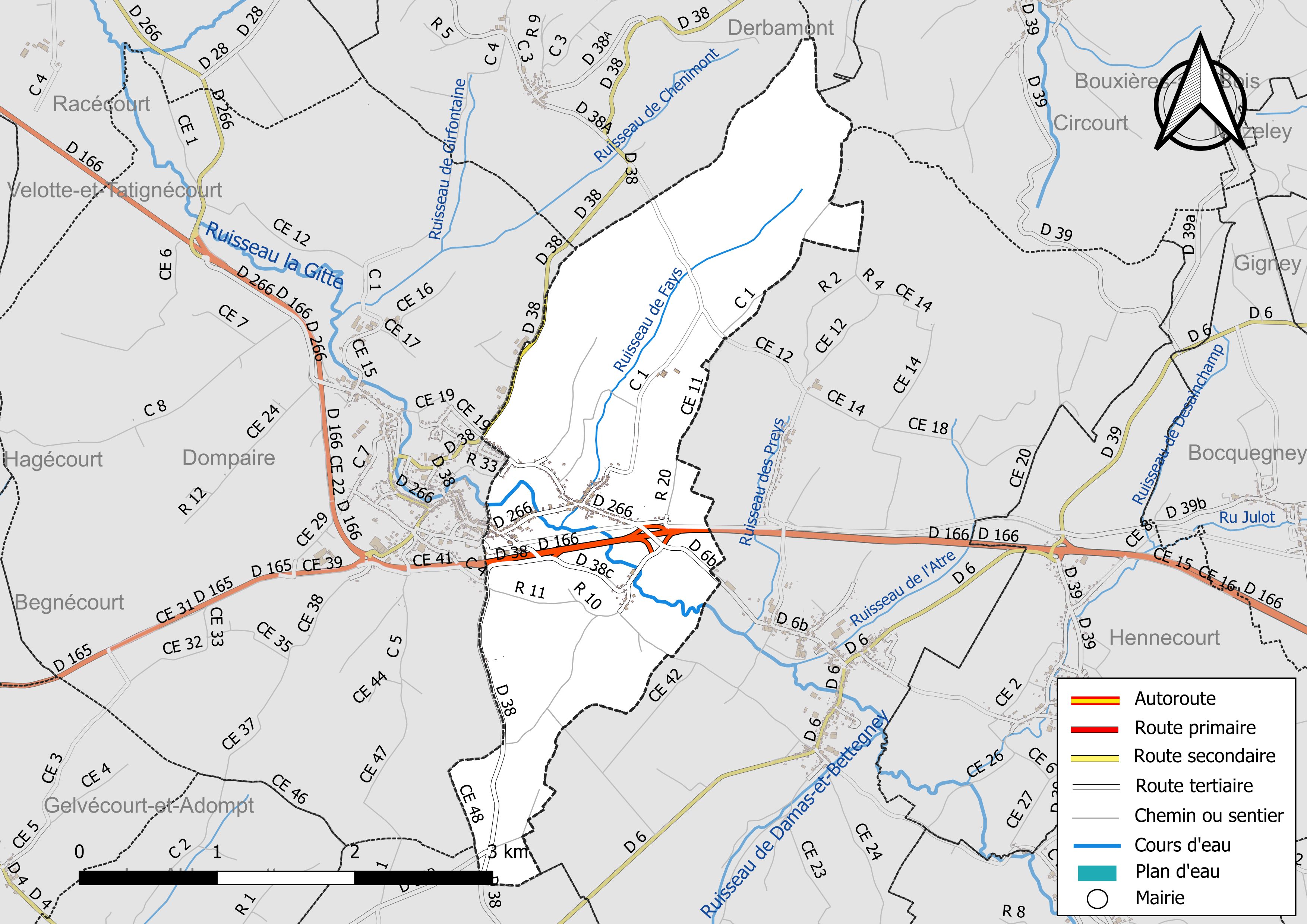
Réseaux hydrographique et routier de Madonne-et-Lamerey.

#### Gestion et qualité des eaux
Le territoire communal est couvert par le schéma d'aménagement et de gestion des eaux (SAGE) « Nappe des Grès du Trias Inférieur ». Ce document de planification, dont le territoire comprend le périmètre de la zone de répartition des eaux de la nappe des Grès du trias inférieur (GTI), d'une superficie de 1 497 km2, est en cours d'élaboration. L’objectif poursuivi est de stabiliser les niveaux piézométriques de la nappe des GTI et atteindre l'équilibre entre les prélèvements et la capacité de recharge de la nappe. Il doit être cohérent avec les objectifs de qualité définis dans les SDAGE Rhin-Meuse et Rhône-Méditerranée. La structure porteuse de l'élaboration et de la mise en œuvre est le conseil départemental des Vosges.
La qualité des eaux de baignade et des cours d’eau peut être consultée sur un site dédié géré par les agences de l’eau et l’Agence française pour la biodiversité.

### Climat
Pour des articles plus généraux, voir Climat du Grand Est et Climat des Vosges.
En 2010, le climat de la commune est de type climat des marges montargnardes, selon une étude du Centre national de la recherche scientifique s'appuyant sur une série de données couvrant la période 1971-2000. En 2020, Météo-France publie une typologie des climats de la France métropolitaine dans laquelle la commune est exposée à un climat semi-continental et est dans la région climatique  Lorraine, plateau de Langres, Morvan, caractérisée par un hiver rude (1,5 °C), des vents modérés et des brouillards fréquents en automne et hiver. 
Pour la période 1971-2000, la température annuelle moyenne est de 9,7 °C, avec une amplitude thermique annuelle de 17,1 °C. Le cumul annuel moyen de précipitations est de 1 009 mm, avec 12,7 jours de précipitations en janvier et 9,9 jours en juillet. Pour la période 1991-2020, la température moyenne annuelle observée sur la station météorologique de Météo-France la plus proche, « Dommartin-aux-Bois_sapc », sur la commune de Dommartin-aux-Bois à 8 km à vol d'oiseau, est de 10,6 °C et le cumul annuel moyen de précipitations est de 908,9 mm. 
La température maximale relevée sur cette station est de 39,4 °C, atteinte le 25 juillet 2019 ; la température minimale est de −17,5 °C, atteinte le 20 décembre 2009,,. 
Les paramètres climatiques de la commune ont été estimés pour le milieu du siècle (2041-2070) selon différents scénarios d'émission de gaz à effet de serre à partir des nouvelles projections climatiques de référence DRIAS-2020. Ils sont consultables sur un site dédié publié par Météo-France en novembre 2022.

## Urbanisme

### Typologie
Au 1er janvier 2024, Madonne-et-Lamerey est catégorisée commune rurale à habitat dispersé, selon la nouvelle grille communale de densité à sept niveaux définie par l'Insee en 2022.
Elle est située hors unité urbaine. Par ailleurs la commune fait partie de l'aire d'attraction d'Épinal, dont elle est une commune de la couronne,. Cette aire, qui regroupe 118 communes, est catégorisée dans les aires de 50 000 à moins de 200 000 habitants,.

### Occupation des sols
L'occupation des sols de la commune, telle qu'elle ressort de la base de données européenne d’occupation biophysique des sols Corine Land Cover (CLC), est marquée par l'importance des territoires agricoles (63,9 % en 2018), une proportion sensiblement équivalente à celle de 1990 (64,2 %). La répartition détaillée en 2018 est la suivante : 
prairies (32,1 %), forêts (29,5 %), zones agricoles hétérogènes (16,6 %), terres arables (15,1 %), zones urbanisées (6,5 %). L'évolution de l’occupation des sols de la commune et de ses infrastructures peut être observée sur les différentes représentations cartographiques du territoire : la carte de Cassini (XVIIIe siècle), la carte d'état-major (1820-1866) et les cartes ou photos aériennes de l'IGN pour la période actuelle (1950 à aujourd'hui).

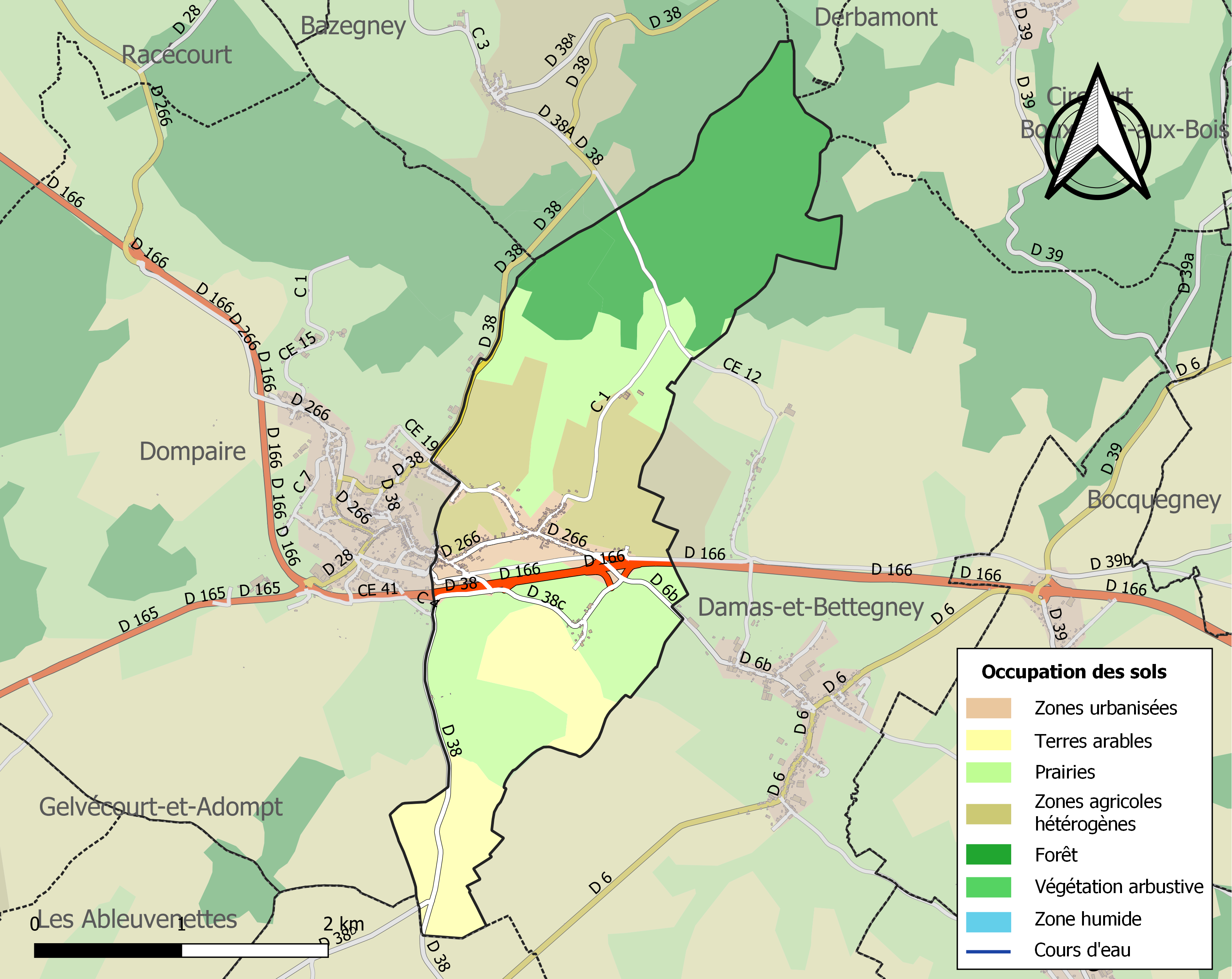
Carte des infrastructures et de l'occupation des sols de la commune en 2018 (CLC).

### Voies de communications et transports

#### Voies routières
- A31 (aussi appelée autoroute de Lorraine-Bourgogne). Échangeur Bulgnéville[20].

#### Transports en commun
- Fluo Grand Est.

#### Lignes SNCF
- Gare d'Épinal
- Gare de Thaon
- Gare de Châtel - Nomexy

#### Transports aériens
- L'Aéroport d'Épinal-Mirecourt « Vosges Aéroport ».

À partir de l'été 2021, l’aéroport d’Épinal-Mirecourt est devenu le "pélicandrome" de la Zone Est et servira ainsi de base de ravitaillement et d’intervention pour les avions bombardiers d’eau connus sous le nom de Dash 8.

## Toponymie
Madonne est attesté sous les formes ? Th. de Magdalis (1131) ; ? B. de Amagdales (1194) ; Madomme (1295) ; Magdaines (1298) ; Maudonne (1311) ; Au pont de Maudaime, corr. Maudanne (1322) ; Madome (XIVe siècle) ; Madonme (XIVe siècle) ; Madonne et Lamerey (1552) ; Le ban de Madonne (1594) ; Maldonne (1615) ; Le ban de Maldone et Lamerey (1683) ; L’ancien nom est Madon (1779).

Madon est un hydronyme gaulois signifiant « cours d'eau, eau courante ». A rapprocher du nom du Rupt (Ru) du Mad, à rattacher à la racine mad « mouiller, ruisseler ».

Lamerey, ancien hameau, est attesté sous les formes Partem … Lameriaci (1109) ; Lammiriaci, alodium de Lamiriaco (XIIe siècle) ; Lambereeix (XIVe siècle) ; Lameray (XVIIIe siècle).

La toponymie de Lamerey évoque une occupation dès la période gallo-romaine.

## Histoire
Madonne était autrefois le chef-lieu d’un ban composé de Madonne, Lamerey, Naglaincourt, Craincourt et Chenimont. Ce ban appartenait au bailliage de Dompaire. L’abbesse de Remiremont y exerçait la haute, moyenne et basse justice qu’elle partageait avec la dame sonrière et le chancelier de son église. Au spirituel, la commune dépendait de Laviéville - et aujourd’hui de Dompaire - car elle n’a pas d’église.
La commune s'est constituée peu après la Révolution, sous sa dénomination actuelle.
Avec la commune voisine de Dompaire, Lamerey est le lieu d'une bataille de blindés opposant, en septembre 1944, la 2e division blindée  française (2e DB) à la 112e Panzerbrigade allemande,.

## Politique et administration

### Découpage territorial
Par arrêté préfectoral du 15 septembre 2023, la commune est retirée le 1er janvier 2024 de l'arrondissement d'Épinal et rattachée à l'arrondissement de Neufchâteau.

### Liste des maires
| Période                                  | Période                       | Identité                    | Étiquette | Qualité           |
| ---------------------------------------- | ----------------------------- | --------------------------- | --------- | ----------------- |
| Les données manquantes sont à compléter. |                               |                             |           |                   |
|                                          |                               | Charles Guérard             |           |                   |
| 1971                                     | 1977                          | François Bazard (1931-2015) |           | Chef d'entreprise |
|                                          | mars 2001                     | Réjane Grosselin            |           |                   |
| mars 2001                                | En cours (au 18 février 2015) | François Martin             | DVG       |                   |

### Budget et fiscalité 2023

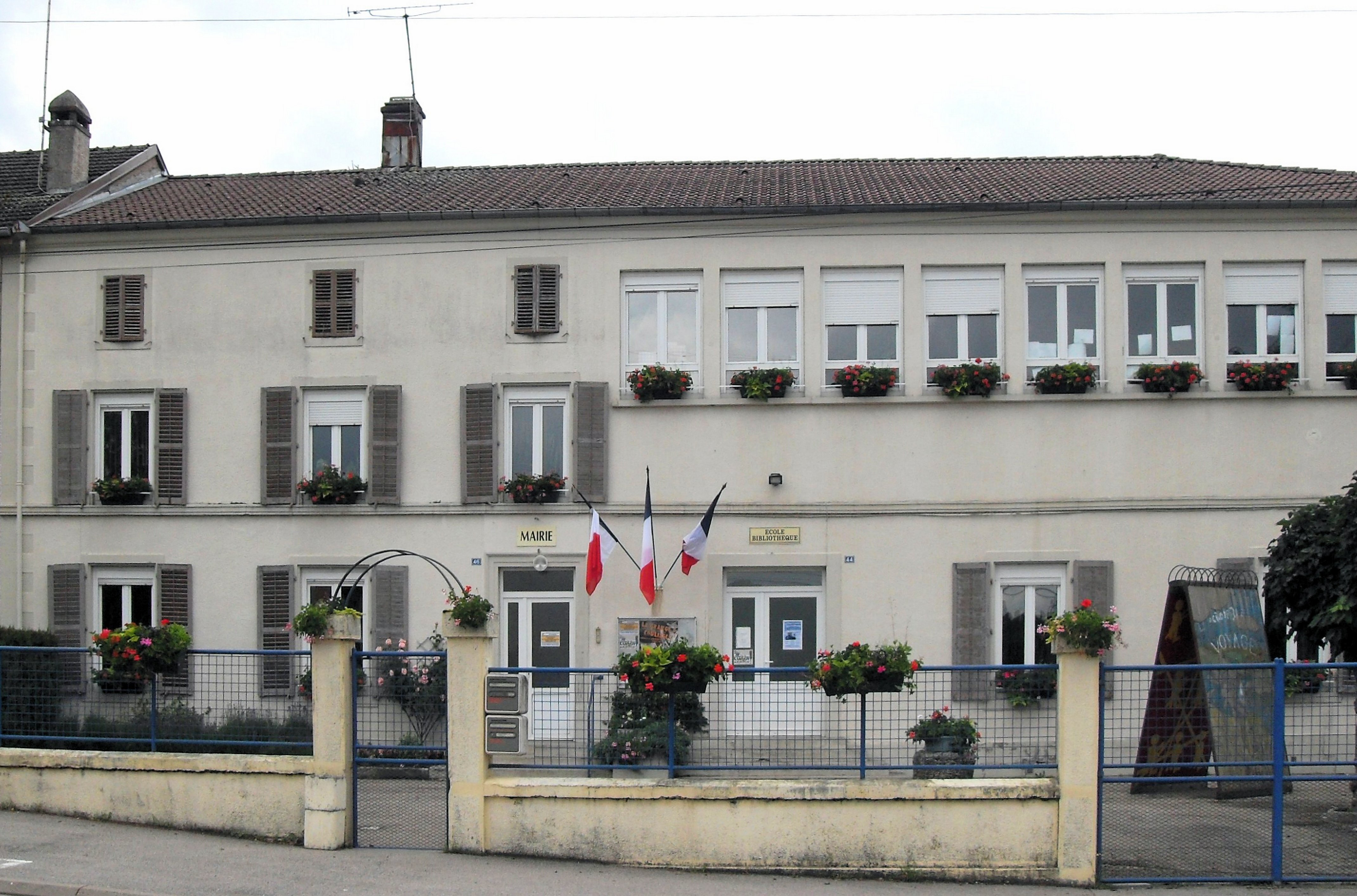
La mairie-école.

En 2023, le budget de la commune était constitué ainsi :
- total des produits de fonctionnement : 345 000 €, soit 824 € par habitant ;
- total des charges de fonctionnement : 295 000 €, soit 703 € par habitant ;
- total des ressources d'investissement : 24 000 €, soit 58 € par habitant ;
- total des emplois d'investissement : 43 000 €, soit 104 € par habitant ;
- endettement : 269 000 €, soit 643 € par habitant.

Avec les taux de fiscalité suivants :
- taxe d'habitation : 21,19 % ;
- taxe foncière sur les propriétés bâties : 42,37 % ;
- taxe foncière sur les propriétés non bâties : 34,94 % ;
- taxe additionnelle à la taxe foncière sur les propriétés non bâties : 0,00 % ;
- cotisation foncière des entreprises : 0,00 %.

Chiffres clés Revenus et pauvreté des ménages en 2021 : médiane en 2021 du revenu disponible, par unité de consommation : 22 710 €.

## Population et société

### Démographie

#### Évolution démographique
L'évolution du nombre d'habitants est connue à travers les recensements de la population effectués dans la commune depuis 1793. Pour les communes de moins de 10 000 habitants, une enquête de recensement portant sur toute la population est réalisée tous les cinq ans, les populations de référence des années intermédiaires étant quant à elles estimées par interpolation ou extrapolation. Pour la commune, le premier recensement exhaustif entrant dans le cadre du nouveau dispositif a été réalisé en 2007.

En 2022, la commune comptait 407 habitants, en évolution de +4,09 % par rapport à 2016 (Vosges : −2,96 %, France hors Mayotte : +2,11 %).
| 1793 | 1800 | 1806 | 1821 | 1831 | 1836 | 1841 | 1846 | 1856 |
| ---- | ---- | ---- | ---- | ---- | ---- | ---- | ---- | ---- |
| 254  | 316  | 351  | 394  | 188  | 477  | 508  | 515  | 466  |

| 1861 | 1866 | 1876 | 1881 | 1886 | 1891 | 1896 | 1901 | 1906 |
| ---- | ---- | ---- | ---- | ---- | ---- | ---- | ---- | ---- |
| 482  | 481  | 455  | 504  | 475  | 457  | 405  | 408  | 418  |

| 1911 | 1921 | 1926 | 1931 | 1936 | 1946 | 1954 | 1962 | 1968 |
| ---- | ---- | ---- | ---- | ---- | ---- | ---- | ---- | ---- |
| 410  | 358  | 346  | 367  | 393  | 388  | 385  | 464  | 441  |

| 1975 | 1982 | 1990 | 1999 | 2006 | 2007 | 2012 | 2017 | 2022 |
| ---- | ---- | ---- | ---- | ---- | ---- | ---- | ---- | ---- |
| 401  | 404  | 375  | 384  | 384  | 384  | 381  | 401  | 407  |

### Enseignement
Établissements d'enseignements : 
- Écoles maternelles et primaires à Dompaire, Damas-et-Bettegney, Hennecourt, Madegney, Bainville-aux-Saules, Ville-sur-Illon.
- Collèges à Dompaire, Mirecourt, Thaon-les-Vosges, Golbey, Châtel-sur-Moselle.
- Lycées à Harol, Mirecourt, Thaon-les-Vosges, Épinal.

### Santé
Professionnels et services de santé :
- Médecins à Dompaire, Damas-et-Bettegney, Girancourt, Darnieulles, Chaumousey, Uxegney, Mattaincourt, Lerrain, Mirecourt.
- Pharmacies à Dompaire, Girancourt, Chaumousey, Uxegney, Mattaincourt, Lerrain, Mirecourt.
- Hôpitaux à Ville-sur-Illon, Mattaincourt, Mirecourt.

### Cultes
- Culte catholique, Paroisse La-Croix-de-Virine[36], Diocèse de Saint-Dié.

## Économie

### Entreprises et commerces

#### Commerces
- Commerces et services de proximité[37].

## Culture locale et patrimoine

### Lieux et monuments

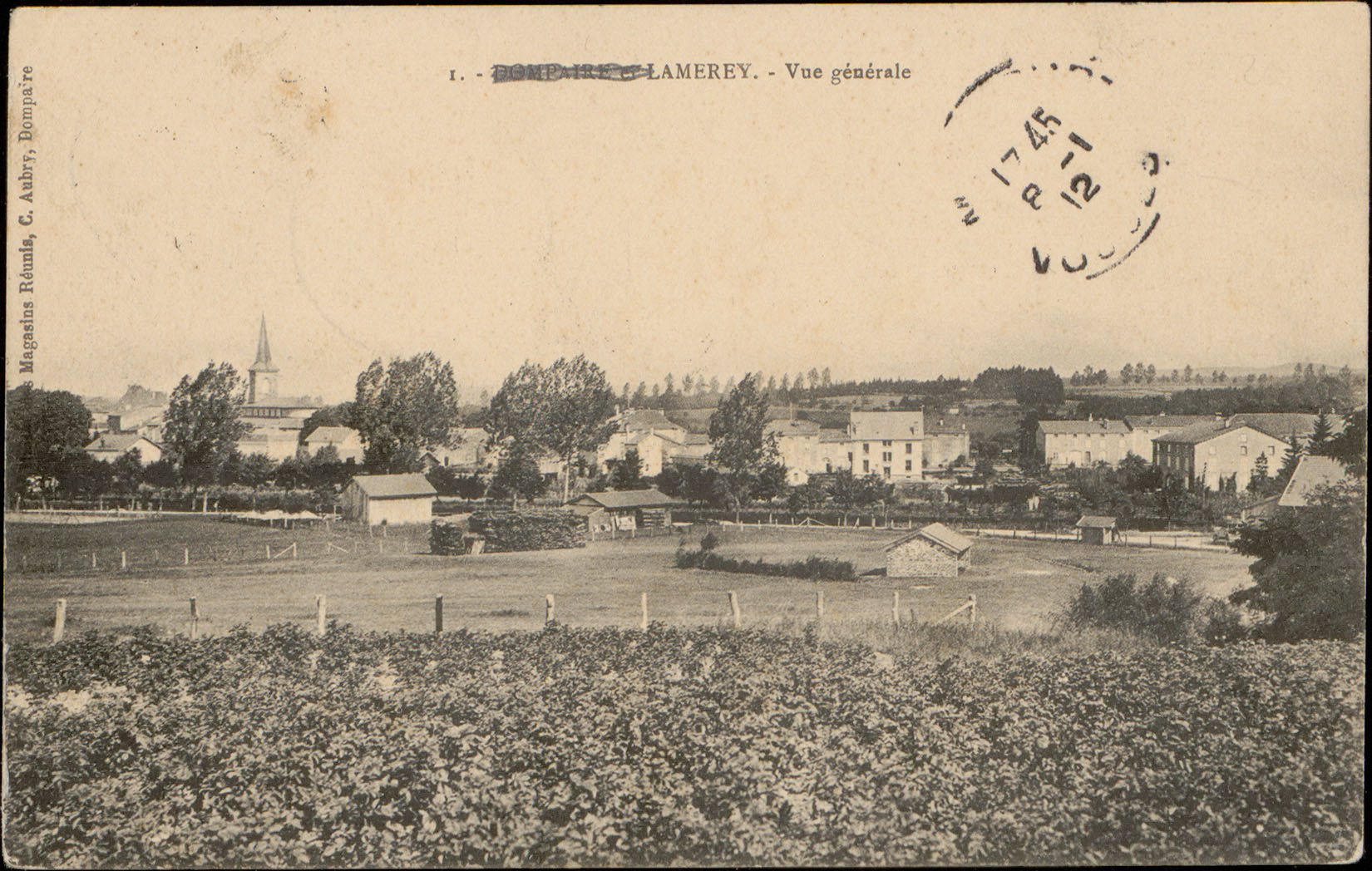
Carte postale représentant une vue générale de Lamerey, entre 1880 et 1945.
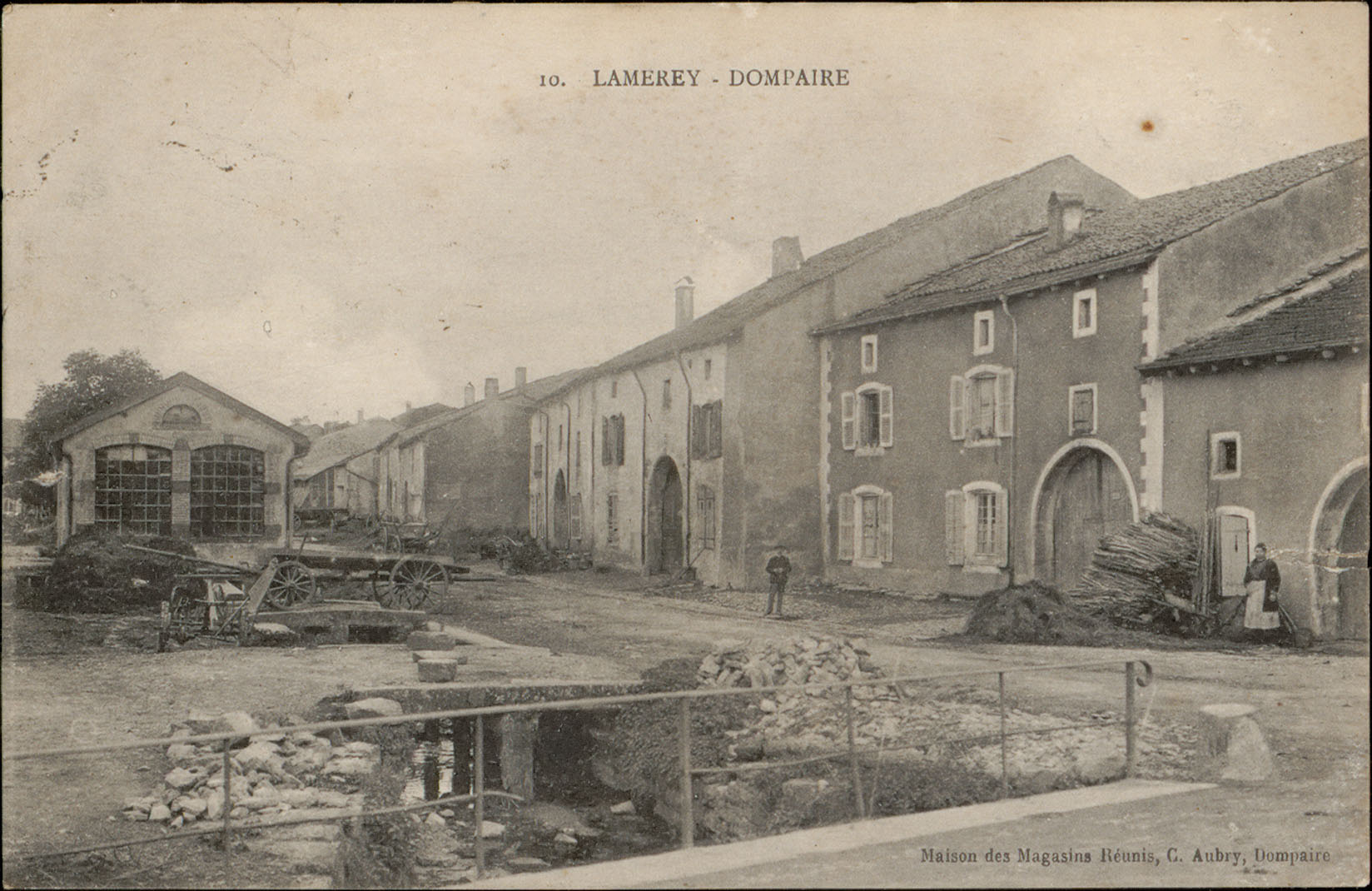
Maisons à Lamerey, entre 1880 et 1945.
Lavoir.

Monument commémoratif de Lamerey et son char d'assaut Sherman en exposition
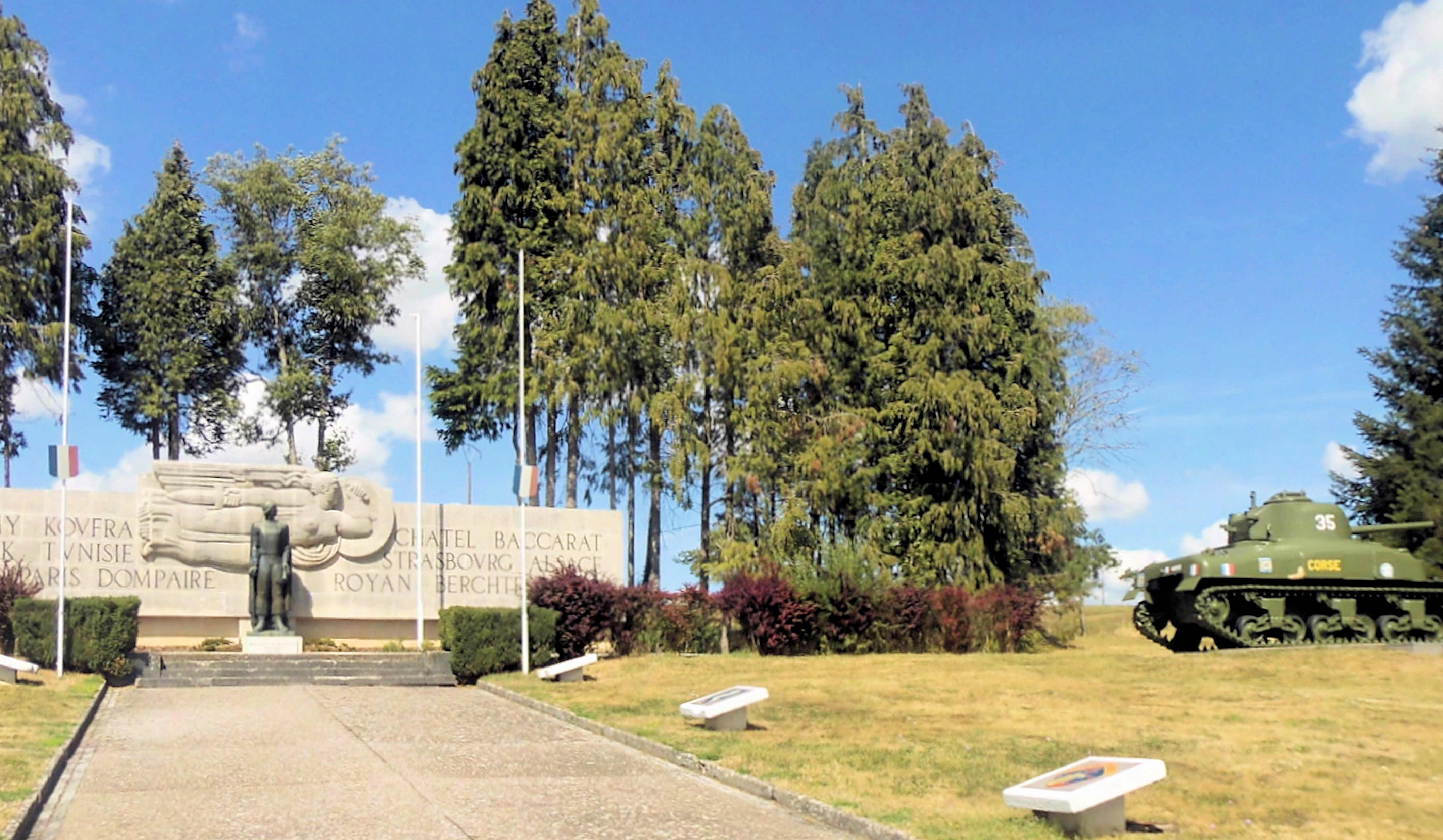
Monument commémoratif de la bataille de Dompaire-Lamerey et le char exposé.
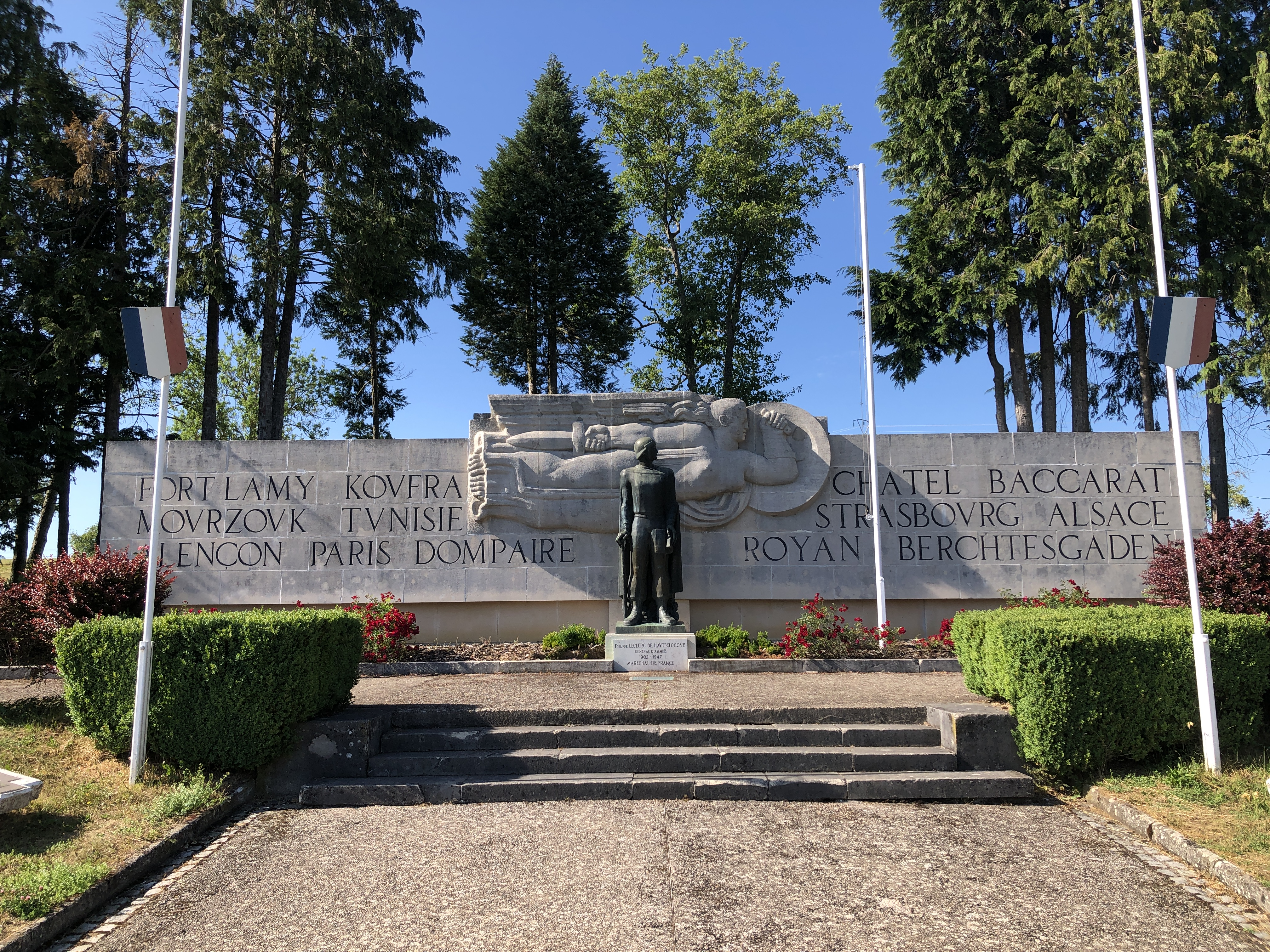
Monument commémoratif de la bataille de Dompaire.
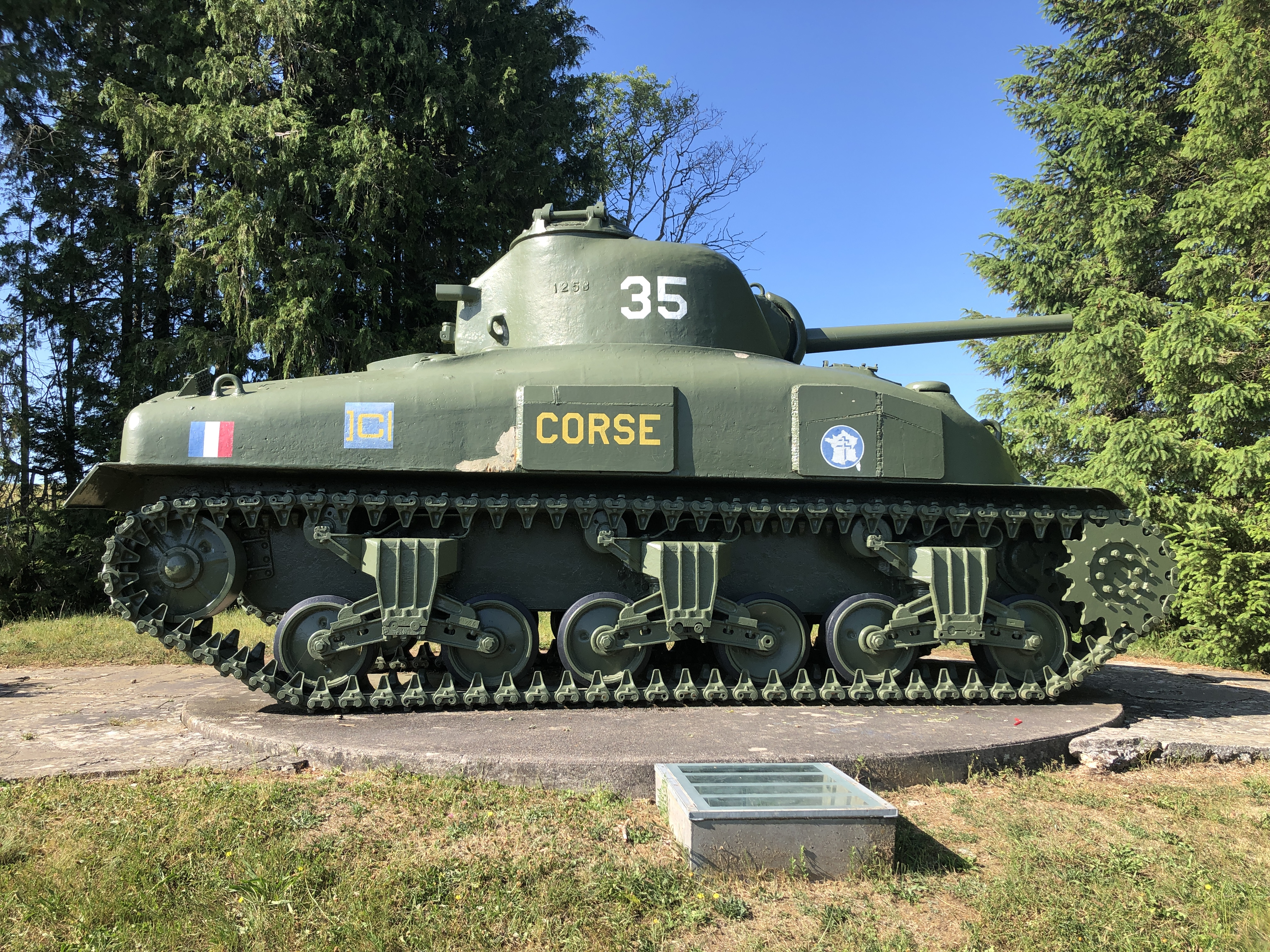
Le char M4 Sherman Corse.

- Autel romain à quatre dieux découvert à Lamerey en 1821[38].
- Monument dédié au souvenir de la bataille de Dompaire les 12 et 13 septembre 1944. Le char M4 Sherman Corse commémorant la bataille de Dompaire qui opposa la 2e DB et l'aviation américaine aux chars allemands de la 112e Panzer Brigade en septembre 1944 y est exposé[39].
- Le monument aux morts[40],[41].
- Patrimoine rural recensé par le service régional de l'Inventaire général du patrimoine culturel[42].
- Lavoir.

### Personnalités liées à la commune
- Paul Camus (1874-1938), officier français né à Madonne-et-Lamerey.
- Jean-Nicolas Bernard, Médaillé de Sainte-Hélène[43].
- Marie Augustin Salmon, prêtre[44].

## Pour approfondir